# 費奧多羅夫卡區 (巴什科爾托斯坦共和國)

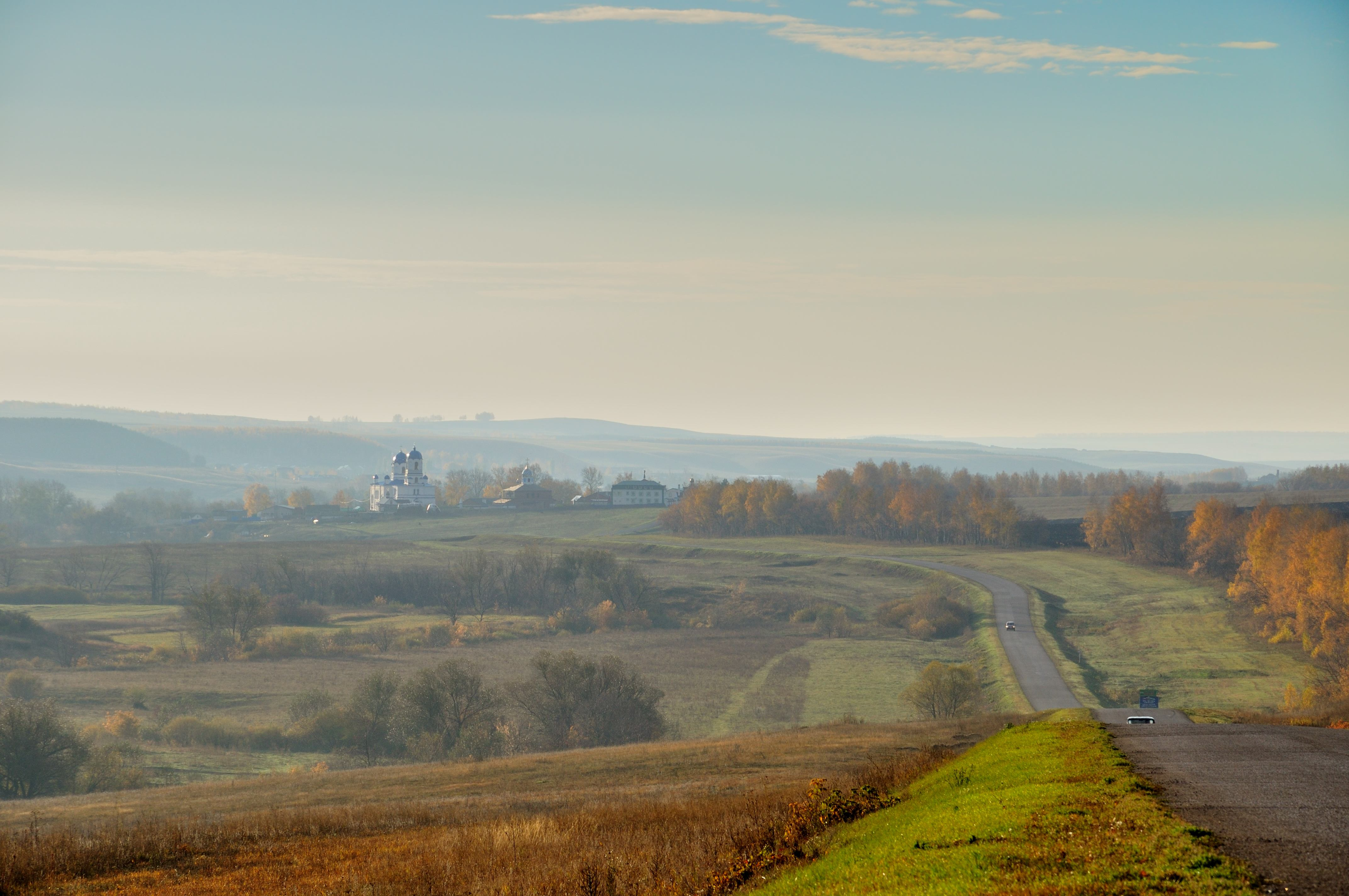

54°41′N 56°08′E / 54.683°N 56.133°E
費奧多羅夫卡區（俄语：Фёдоровский район），是俄羅斯的一個區，位於該國西南部，由巴什科爾托斯坦共和國負責管轄，始建於1935年，面積1,693平方公里，2010年人口18,650，人口密度每平方公里11.01人。